# Премія «Люм'єр» найкращому оператору
Премія «Люм'єр» найкращому оператору — Приз CST (фр. Prix technique CST de la meilleure photo) одна з премій, яку присуджує французька Академія «Люм'єр» (фр. Académie des Lumières) з 2008. Нагороду заснувала Вища комісія з зображення та звуку (фр. Commission supérieure technique de l'image et du son — CST).

## Переможці та номінанти
Нижче наведено список лауреатів та номінантів премії. Імена переможців виділені окремим кольором.

### 2000-ні
| Рік        | Переможець  | Назва українською           | Оригінальна назва |
| ---------- | ----------- | --------------------------- | ----------------- |
| 2008 13-та | Ерік Готьє  | Тепер я йду в дику далечінь | Into the Wild     |
| 2009 14-та | Аньєс Годар | Дім                         | Home              |

### 2010-ті
| Рік          | Переможець        | Назва українською                      | Оригінальна назва                                        |
| ------------ | ----------------- | -------------------------------------- | -------------------------------------------------------- |
| 2010 15-та   | Глінн Спекарт     | Спочатку                               | À l'origine                                              |
| 2011 16-та   | Кароліна Шампетьє | Про людей і богів                      | Des hommes et des dieux                                  |
| 2012 17-та   | П'єр Айм          | Паліція                                | Polisse                                                  |
| 2013 18-та   | Антуан Еберле     | Спадщина                               | Héritage                                                 |
| 2013 18-та   | Антуан Еберле     | За кілька годин до весни               | Quelques heures de printemps                             |
| 2014 (19-та) | Томас Хардмеєр    | Неймовірна подорож містера Співета     | L'Extravagant Voyage du jeune et prodigieux T. S. Spivet |
| 2014 (19-та) | Жером Альмера     | Набережна Орсе                         | Quai d'Orsay                                             |
| 2014 (19-та) | Крістоф Бокарн    | Піна днів                              | L'Écume des jours                                        |
| 2014 (19-та) | Крістель Форньє   | Місце на землі                         | Une place sur la Terre                                   |
| 2014 (19-та) | Стефан Фонтен     | Джиммі Пікар                           | Jimmy P. (Psychothérapie d'un Indien des plaines)        |
| 2015 (20-та) | Ремі Шеврен       | За життя                               | À la vie                                                 |
| 2015 (20-та) | Ів Кап            | Дике життя                             | Vie sauvage                                              |
| 2015 (20-та) | Жозі Дешайє       | Святий Лоран. Страсті великого кутюр'є | Saint Laurent                                            |
| 2015 (20-та) | Софіан Ель Фані   | Тімбукту                               | Timbuktu                                                 |
| 2015 (20-та) | Даріус Хонджі     | Магія місячного сяйва                  | Magic in the Moonligh                                    |
| 2015 (20-та) | Арно Потьє        | Я дихаю                                | Respire                                                  |
| 2016 (21-ша) | Девід Чізалле     | Мустанг                                | Mustang                                                  |
| 2016 (21-ша) | Девід Чізалле     | Анархісти                              | Les Anarchistes                                          |
| 2016 (21-ша) | Девід Чізалле     | Я солдат                               | Je suis un soldat                                        |
| 2016 (21-ша) | Матіас Букар      | Справа СК1                             | L'Affaire SK1                                            |
| 2016 (21-ша) | Сільван Верде     | Ні на небесах, ні на землі             | Ni le ciel ni la terre                                   |
| 2016 (21-ша) | Ірина Любчанськи  | Три спогади моєї юності                | Trois souvenirs de ma jeunesse                           |
| 2016 (21-ша) | Клер Матон        | Останній удар молота                   | Le Dernier Coup de marteau                               |
| 2016 (21-ша) | Клер Матон        | Мій король                             | Mon roi                                                  |
| 2016 (21-ша) | Клер Матон        | Друзі                                  | Les Deux Amis                                            |
| 2016 (21-ша) | Арно Потьє        | Ковбої                                 | Les Cowboys                                              |
| 2017 (22-га) | Джонатан Рікібюр  | Смерть Людовика XIV                    | La mort de Louis XIV                                     |
| 2017 (22-га) | Крістоф Бокарн    | Ілюзія кохання                         | Mal de pierres                                           |
| 2017 (22-га) | Бенуа Дебі        | Танцівниця                             | La danseuse                                              |
| 2017 (22-га) | Антуан Еберле     | Життя                                  | Une vie                                                  |
| 2017 (22-га) | Лео Енстен        | Ноктюрама                              | Nocturama                                                |
| 2017 (22-га) | Паскаль Марті     | Франц                                  | Frantz                                                   |
| 2018 (23-тя) | Крістоф Бокарн    | Барбара                                | Barbara                                                  |
| 2018 (23-тя) | Селін Бозон       | Фелісіте                               | Félicité                                                 |
| 2018 (23-тя) | Ален Дюплантьє    | Сіяч                                   | Le Semeur                                                |
| 2018 (23-тя) | Ірина Любчанськи  | Привиди Ісмаеля                        | Les Fantômes d'Ismaël                                    |
| 2018 (23-тя) | Вінсент Матіас    | До побачення там, нагорі               | Au revoir là-haut                                        |
| 2018 (23-тя) | Кароліна Шампетьє | Берегині                               | Les Gardiennes                                           |
| 2019 (24-та) | Бенуа Дебі        | Брати Сістерс                          | Les Frères Sisters                                       |
| 2019 (24-та) | Бенуа Дебі        | Екстаз                                 | Climax                                                   |
| 2019 (24-та) | Лоран Десме       | Мадемуазель де Жонк'єр                 | Mademoiselle de Joncquières                              |
| 2019 (24-та) | Жульєн Ірш        | Один король — одна Франція             | Un peuple et son roi                                     |
| 2019 (24-та) | Давид Унгаро      | Край світу                             | Les Confins du monde                                     |